# 리프킨스 페스티벌
《리프킨스 페스티벌》(영어: Rifkin's Festival)은 2020년 개봉한 코미디 영화이다. 우디 앨런이 감독과 각본을 맡았다. 2020 산세바스티안 국제 영화제 개막작이다.

## 줄거리
뉴욕 출신의 거만하고 나이 많은 영화 평론가 모트 리프킨은 자신의 심리 치료사에게 최근 자신의 삶에서 일어난 일들을 이야기한다. 그는 자신의 훨씬 어린 아내 수와 함께 산세바스티안의 한 영화제에 동반하는데, 수는 모트의 불만을 사며 보편적으로 걸작으로 찬사를 받는, 평범하고 독창성 없는 프랑스 감독 필립의 반전 영화의 홍보 담당자로 일한다. 모트는 수와 필립의 관계에 곧 질투심을 느끼는데, 그들의 관계는 점차 노골적인 시시덕거림으로 발전한다. 모트의 내면의 생각과 두려움은 그에게 시민 케인, 네 멋대로 해라, 쥴 앤 짐, 남과 여, 페르소나, 산딸기, 학살의 천사, 그리고 8과 1/2과 같은 유명한 흑백 영화 고전에서 영감을 받은 악몽을 꾸게 한다.
영화제에 있는 동안 모트는 자신의 삶과 수십 년 동안 쓰고 있는 허세 가득한 소설을 회상하며, 자신에게는 없는 문학적 의미를 얻으려 노력한다. 그는 대학에서 영화를 가르치며 행복하고 자극을 받았던 젊은 시절을 되돌아본다. 한편, 그는 수와 필립이 함께 시간을 보내는 것을 막을 수 없다. 결국, 그는 가슴 통증에 대해 의학적 조언을 구하고 뉴욕에서 잠시 살았고 지금은 불성실하고 변덕스러운 예술가와 불행하게 결혼한 스페인 의사 조안나 "조" 로하스를 만난다. 조안나는 모트에게 깊은 인상을 남기고 그는 건강 문제를 가장하여 그녀의 주의를 반복적으로 끌려고 한다. 결국, 둘은 주변 시골을 드라이브하며 구경하고, 그 과정에서 둘 다 즐거운 시간을 보낸다.
마을로 돌아오는 길에 타이어가 펑크나서 조안나와 모트는 조안나의 집까지 히치하이킹을 해야 했고, 그곳에서 조안나는 남편이 자신의 모델 중 한 명과 바람피우는 것을 발견한다. 둘은 격렬하게 싸우고, 조안나는 모트를 그의 호텔로 데려다준다. 여기서 수는 모트에게 그들의 악화되는 관계에 대해 따지고, 결국 필립과 새로운 삶을 시작하기 위해 그를 떠날 것이라고 발표한다. 다음 날 아침, 모트는 뉴욕으로 돌아가기 전에 조안나를 다시 만나기를 바라며 그녀에게 전화하지만, 조안나는 모트에게 약간의 애정을 품고 자신의 결혼 생활의 유해성에 대한 의구심을 품고 있음에도 불구하고 정중하게 거절한다.
마침내 모트는 잉마르 베리만의 1957년 영화 제7의 봉인을 패러디하여 죽음과 체스를 두는 자신을 상상한다. 죽음은 그에게 인간의 삶은 궁극적으로 무의미하지만, 공허할 필요는 없다고 말한다. 작별 인사를 하며 죽음은 모트에게 미래에 다시 만날 것이지만, 운동을 하고 가공 식품을 피함으로써 약간의 추가 시간을 벌 수 있다고 말한다. 영화제가 폐막일에 다다르자 모트는 자신의 바뀐 상황을 되돌아보며, 이번에는 예술에 대해 덜 경직된 태도로 다시 교사가 될 것을 숙고한다. 뉴욕으로 돌아와 그는 심리 치료사에게 이제 무엇을 해야 할지 묻는다.